# Цона
Цона (кит. спр. 错那市, піньїнь: Cuònà Shì) — прикордонне місто-повіт в Тибетському автономному районі, складова міста Шаньнань.
З точки хору КНР площа повіту складає 34 979 км², хоча уряд Китаю контролює лише 10 тисяч км² з-поміж офіційно заявлених ним, а решта регіону, на який претендує КНР (наприклад, містечко Таванг — мала батьківщина VI Далай-лами) де-факто перебуває у складі індійського штату Аруначал-Прадеш.
До 3 квітня 2023 Цона мала статус сільського повіту, а її столицею було однойменне містечко, проте після отримання нового статусу адмінцентр перемістився до села Марманг-Монпа (англ. Marmang Monpa Ethnic Township, кит. 麻麻门巴民族乡, пін. Mámáménbā Mínzú Xiāng) майже на лінії фактичного контролю.

## Географія
Цона у середньому лежить на висоті близько 4350 метрів над рівнем моря, перепад висот у діапазоні від 18 до 7060 метрів над рівнем моря.

### Клімат
Місто лежить у зоні висотної поясності: одні його частини характеризуються океанічним кліматом субтропічних нагір'їв, тоді як інші — кліматом арктичних пустель. Найтепліший місяць — липень із середньою температурою 8.4 °C. Найхолодніший місяць — січень, із середньою температурою -9 °С.
| Клімат Цони                                        | Клімат Цони | Клімат Цони | Клімат Цони | Клімат Цони | Клімат Цони | Клімат Цони | Клімат Цони | Клімат Цони | Клімат Цони | Клімат Цони | Клімат Цони | Клімат Цони | Клімат Цони |
| Показник                                           | Січ.        | Лют.        | Бер.        | Квіт.       | Трав.       | Черв.       | Лип.        | Серп.       | Вер.        | Жовт.       | Лист.       | Груд.       | Рік         |
| Середній максимум, °C                              | −0,3        | 0,2         | 1,9         | 5           | 8,6         | 12,1        | 13,1        | 12,9        | 11,5        | 7,4         | 4,5         | 2,4         | 6,6         |
| Середня температура, °C                            | −9          | −7,2        | −3,6        | 0,1         | 3,5         | 7,3         | 8,4         | 8,1         | 6,5         | 1,5         | −3,4        | −6,8        | 0,4         |
| Середній мінімум, °C                               | −17         | −14,1       | −8,4        | −3,7        | 0,1         | 4,2         | 5,5         | 5,2         | 3,3         | −2,7        | −9,3        | −14,2       | −4,3        |
| Норма опадів, мм                                   | 8.9         | 12.8        | 31.2        | 48          | 44.4        | 48.3        | 75.8        | 79          | 41.2        | 32          | 4.6         | 2.9         | 429.1       |
| Вологість повітря, %                               | 63          | 69          | 74          | 78          | 78          | 80          | 82          | 82          | 81          | 74          | 67          | 60          | 74          |
| -------------------------------------------------- | ----------- | ----------- | ----------- | ----------- | ----------- | ----------- | ----------- | ----------- | ----------- | ----------- | ----------- | ----------- | ----------- |
| Джерело: Дані метеостанції №55690 (КНР, 1991-2020) |             |             |             |             |             |             |             |             |             |             |             |             |             |